# Joseph Dombey
Joseph Dombey (* Mâcon, 1742 - Montserrat, 1794), naturalista francés. Fue integrante de la Expedición Botánica al Virreinato del Perú (1777-1788) por encargo del ministro Turgot, también conocida como Expedición de Ruiz y Pavón, se embarcó en Cádiz en 1777 y abandonó la expedición en 1784, debido a diferencias con su director Hipólito Ruiz. Durante la expedición hizo observaciones interesantes; por ej. sobre la "quinquina" Cinchona officinalis; y mandó a Francia un herbario de gran valor, actualmente conservado en el Jardin des Plantes en París.

## Vida y obra

### Breve biografía
Se escapó de casa y adquirió profundos conocimientos de botánica en Montpellier, donde en 1768 se licenció en Medicina. En 1772 marchó a París, donde se convirtió en ayudante del botánico Bernard de Jussieu, y en 1776 fue nombrado por Turgot botánico del Jardin des Plantes. Un año más tarde fue enviado en una expedición para visitar Sudamérica y recolectar plantas útiles que pudieran cultivarse en Francia. Llegó al Callao en enero de 1778, y pronto reunió un gran herbario de la flora peruana, acumulando también mucha información valiosa sobre el árbol de la quina. En 1780 envió una parte de su colección a casa, pero el barco que la contenía fue capturado por los británicos, y los especímenes enviados al Museo Británico, donde todavía se conservan, a pesar de las posteriores reclamaciones del gobierno francés. 
Dombey trató inmediatamente de reemplazar esta pérdida, y pronto tuvo listo un segundo envío, pero las autoridades del Callao confiscaron más de 300 diseños originales de plantas raras con el pretexto de que no se permitía exportar obras de artistas nativos a países extranjeros. Estos diseños fueron entregados a los botánicos españoles Pavón y Ruiz, que los utilizaron en su publicación de La Flora Peruana. En 1782 visitó Chile y recolectó las plantas autóctonas de ese país. Durante su estadía en Concepción estalló el cólera, por lo que Dombey ofreció inmediatamente sus servicios y fue nombrado médico en jefe de la ciudad, cargo al que renunció en 1783 cuando la epidemia había pasado. Entonces fue invitado a examinar las minas de azogue de Chile; puso en funcionamiento las minas de Coquimbo y descubrió las de Jarilla, y aunque gastó un dinero considerable en este trabajo, rechazó toda compensación de los funcionarios de Chile, diciendo que sólo aceptaba pagos del rey de Francia. Finalmente se embarcó para Cádiz, adonde llegó en febrero de 1785. 
Aquí sufrió la pérdida de la mitad de sus colecciones, que fueron incautadas por el gobierno español y él mismo encarcelado hasta que accedió a no publicar sus investigaciones anteriores a Pavón y Ruiz. Dombey logró escapar a Francia por Le Havre, y consiguió, por recomendación de Buffon, una indemnización de 10.000 francos y una pensión anual de 1.200. El resto de sus colecciones botánicas fueron transferidas al botánico francés L'Héritier, que tuvo que huir a Londres con ellas cuando España también las reclamó. En 1793 fue enviado en misión a Estados Unidos para ayudar con la métrica, pero fue capturado por corsarios y encarcelado en Montserrat, donde murió.

### Publicaciones
Su obra principal Flore péruvienne se publica póstumamente.
- La abreviatura «Dombey» se emplea para indicar a Joseph Dombey como autoridad en la descripción y clasificación científica de los vegetales.[2]